# Jenny Thompson
Jennifer Elisabeth ("Jenny") Thompson (Dover (New Hampshire), 26 februari 1973) is een voormalig internationaal zwemster uit de Verenigde Staten, die zich dankzij twaalf olympische medailles tot 2008 de meest gelauwerde atlete uit de Amerikaanse sportgeschiedenis mocht noemen. Op de Olympische Zomerspelen 2008 verbeterde zwemmer Michael Phelps haar record door dat toernooi acht gouden medailles te winnen. Daarmee kwam zijn totaal aan Olympische plakken op zestien (veertien gouden en twee bronzen medailles).

## Olympische toernooien
De sprintster uit Massachusetts, gespecialiseerd op de vlinder- en vrije slag, vertegenwoordigde haar vaderland op vier Olympische Spelen: Barcelona (1992), Atlanta (1996), Sydney (2000) en Athene (2004). Thompson won bij die gelegenheden in totaal acht gouden medailles, alle in estafetteverband.

## Sportcarrière
Haar internationale debuut maakte de latere studente medicijnen in 1987, als veertienjarige deelneemster aan de Pan-Amerikaanse Spelen, alwaar ze de 50 meter vrije slag won en als derde eindigde op de 100 vrij. Haar eerste wereldtitel volgde in 1991, bij de wereldkampioenschappen langebaan (50 meter) in Perth, waar ze triomfeerde met de aflossingsploeg van Team USA op de 4x100 meter vrij. Thompson was in het bezit van het wereldrecord op de 50 en 100 vrij, toen ze in 1992 haar olympisch debuut maakte in Spanje. Afscheid nam ze, na een lange en indrukwekkende carrière, in het najaar van 2004 bij de WK kortebaan (25 meter) in Indianapolis.
Thompson werd in 1993 en 1998 uitgeroepen tot USA Swimming Swimmer of the Year. In 1999 bezette ze de 62ste plaats op de ranglijst van grootste atletes aller tijden van het invloedrijke Amerikaanse tijdschrift Sports Illustrated.